# Departement Litoral
Departement Litoral byl bolivijský departement, který existoval do roku 1879, kdy se stal součástí Chile. Jeho území zhruba odpovídalo současnému regionu Antofagasta.
Území departementu umožňovalo od roku 1825 Bolivijcům přístup k Tichému oceánu. Původně bylo provincií v rámci Departementu Potosí a v roce 1867 se stalo samostatným departementem. Jeho rozloha byla 154 393 km² a v roce 1879 v něm žilo přibližně 15 000 obyvatel. Hlavním městem bylo do roku 1875 Puerto La Mar a pak Antofagasta. Departement tvořilo pět provincií: Mejillones, Cobija, Loa, Caracoles a Atacama.
Severní hranici s Peru tvořila řeka Loa a jižní hranice s Chile byla smlouvou z roku 1866 stanovena na 24. rovnoběžce jižní šířky. Většinu území vyplňovala poušť Atacama. Oblast se vyznačovala bohatými ložisky ledku a nevyjasněné historické nároky z koloniálního období vedly ke sporu nazvanému Cuestión del Paposo. V roce 1879 vypukla druhá tichomořská válka, kterou vyhráli Chilané a po podepsání příměří v roce 1884 území zabrali. Dohoda o definitivní změně hranic byla uzavřena v roce 1904.
Bolívie si na toto území stále dělá nárok a v roce 2022 vyzval prezident Luis Arce Chilany k zahájení jednání o jeho navrácení. V zemi se 23. březen slaví jako „Den moře“ a ve státním znaku se nachází deset hvězd zastupujících devět existujících departementů a Litoral.